# Церква Усікновення Голови Святого Івана Хрестителя (Кривеньке)
Церква Усікновення Голови Святого Івана Хрестителя в Кривенькому — парафія і храм греко-католицької громади Пробіжнянського деканату Бучацької єпархії Української греко-католицької церкви в селі Кривеньке Чортківського району Тернопільської области України.

## Історія
У 1752 році в Кривенькому збудована кам'яна церква на кошти пароха о. Дмитра Верхратського. Згодом парафію відвідували митрополити:
- 23 червня 1836 року — Михайло Левицький.
- 13 травня 1878 року — Йосиф Сембранович.
- 1 листопада 1888 року — перший єпископ Станиславівської єпархії Юліан Пелеш.

У 1936 році громада УГКЦ розпочала будівництво більшої церкви, оскільки стара стала затісною. Однак завершити його не вдалося. Під час організації колгоспу недобудовану церкву розібрали, а матеріал використали для будівництва стаєнь.
З 1940 по 1970-ті роки богослужіння не проводилися. Вони відновилися у 1970–1980-х роках у старій церкві, яка тоді вже перебувала в підпорядкуванні РПЦ.
У 1986–1987 роках за сприяння громади та колгоспу церкву було перебудовано. У 1990 році парафія і храм повернулися в лоно УГКЦ.
При парафії діють такі спільноти:
- Братство «Апостольство молитви».
- Марійська дружина.
- Спільнота «Діти Марії».
- Вівтарна дружина.

## Парохи
| Ім'я                    | Роки                 | Світлини |
| ----------------------- | -------------------- | -------- |
| о. Дмитро Верхратський  | 1728—1839            |          |
| о. Тимотей Верхратський | 1839                 |          |
| о. Іван Габрусевич      | 1839—1840            |          |
| о. Іван Сенатович       | 1840                 |          |
| о. Іван Слоневський     | 1840—1848            |          |
| о. Миколай Чаплинський  | 1848—1850            |          |
| о. Йосиф Чернявський    | 1850—1872            |          |
| о. Сильвестер Лепкий    | 1872—1873            |          |
| о. Миколай Котлярчук    | 1873—1887            |          |
| о. Іван Шлемкевич       | 1887—1888            |          |
| о. Йосиф Левицький      | 1888—1917            |          |
| о. Євстахій Теодорович  | 1918—1921            |          |
| о. Іван Брикович        | 1921—1945            |          |
| о. Роман Возний         |                      |          |
| о. Василь Формазюк      |                      |          |
| о. Василь Погорецький   |                      |          |
| о. Григорій Шафран      | 1991 — 4 квітня 2021 |          |
| о. Віктор Максимець     | від 4 квітня 2021    |          |